# Eurytela brittoni
Eurytela brittoni är en fjärilsart som beskrevs av Gabriel 1954. Eurytela brittoni ingår i släktet Eurytela och familjen praktfjärilar. Inga underarter finns listade i Catalogue of Life.